# Pentaerythritol
Pentaerythritol là một hợp chất hữu cơ có công thức C (CH 2 OH) 4. Phân loại như một polyol, nó là một chất rắn màu trắng. Pentaerythritol là một khối xây dựng để tổng hợp và sản xuất chất nổ, nhựa, sơn, thiết bị, mỹ phẩm và nhiều sản phẩm thương mại khác.
Các pentaerythritol từ là một từ ghép của penta- trong tham chiếu đến số nguyên tử carbon và erythritol, mà cũng có 4 nhóm rượu.

## Tổng hợp
Pentaerythritol được báo cáo lần đầu tiên vào năm 1891 bởi nhà hóa học người Đức Bernhard Tollens và sinh viên P. Wigand. Nó có thể được điều chế thông qua phản ứng cộng đa xúc tác base giữa acetaldehyd và 3 chất tương đương formaldehyd, sau đó là phản ứng Cannizzaro với chất tương đương thứ tư là formaldehyd để tạo ra sản phẩm cuối cùng. 

## Công dụng
Pentaerythritol là một khối xây dựng linh hoạt để điều chế nhiều hợp chất đa chức năng. Dẫn xuất của pentaerythritol là những thành phần của alkyd nhựa, vecni, chloride polyvinyl ổn định, dầu tall este, và olefin chất chống oxy hóa. Nó có thể được tìm thấy trong dầu biến thế, nhựa, sơn, mỹ phẩm, và nhiều ứng dụng khác.

### Dẫn xuất polyester
Pentaerythritol là tiền chất của este loại C (CH 2 OX) 4. Một dẫn xuất như vậy là pentaerythritol tetranitrat (PETN), một thuốc giãn mạch và thuốc nổ. Dẫn xuất trinitrate được gọi là pentrinitrol (Petrin). Tetraaxetat được gọi là Normosterol (PAG). Các tác nhân liên kết ngang polymer pentaerythritol tetraacrylate.

### Chất chống cháy
Pentaerythritol được sử dụng làm chất chống cháy, như trong nhựa. Tạo ra hàng rào carbon dày khi gia nhiệt bảo vệ bề mặt.